# Castell de Fanzara
El castell de Fanzara (Alt Millars, País Valencià) se situa en el km. 8,5 de la carretera que uneix Onda i Fanzara, al marge dret i a la part alta d'un pujol de difícil accés. El castell és de reduïdes dimensions i es troba en estat de ruïna.
Va ser construït pels àrabs en el segle xiii, fortalesa del senyoriu de Zayd Abu Zayd. Jaume I el va cedir el seu fill Pere el 1259. El 1272 el va heretar Jaume de Xèrica. Posteriorment, el 1417, va pertànyer a la Casa de Sogorb.
El castell és de planta irregular dispersa amb forma allargada i estreta, adaptant-se al cim en el qual es troba. En l'actualitat s'aprecien diferents elements i llenços de les seves muralles, així com l'estructura principal d'una torre major, de la qual es conserva part de dues de les seves façanes. També es descobreixen els basaments de dues torres de planta quadrada, que defensaven la muralla i que es troben en una posició avançada i a una altura menys elevada.
Existeixen molt poques referències documentals respecte al castell de Fanzara, que devia ser més aviat un lloc de vigilància secundari, ja que es troba relativament allunyat de la població, amb un objectiu més aviat estratègic dirigit al control sobre una ruta o camí. En el perímetre del castell s'han trobat restes del Bronze Mitjà, ibèrics i naturalment islàmics.